# Хеншуй
Хеншуй (кит. спр. 衡水市, піньїнь: Héngshǔi Shì) — місто-округ в китайській провінції Хебей. 

## Географія
Хеншуй розташовується у південній частині провінції.

### Клімат
Місто знаходиться у зоні, котра характеризується кліматом помірних степів. Найтепліший місяць — липень із середньою температурою 27.1 °C (80.8 °F). Найхолодніший місяць — січень, із середньою температурою -2.3 °С (27.9 °F).
| Клімат Хеншуя           | Клімат Хеншуя | Клімат Хеншуя | Клімат Хеншуя | Клімат Хеншуя | Клімат Хеншуя | Клімат Хеншуя | Клімат Хеншуя | Клімат Хеншуя | Клімат Хеншуя | Клімат Хеншуя | Клімат Хеншуя | Клімат Хеншуя | Клімат Хеншуя |
| Показник                | Січ.          | Лют.          | Бер.          | Квіт.         | Трав.         | Черв.         | Лип.          | Серп.         | Вер.          | Жовт.         | Лист.         | Груд.         | Рік           |
| Середній максимум, °C   | 2,9           | 5,4           | 12,8          | 20,9          | 27,4          | 32            | 31,5          | 30,3          | 26,4          | 20,4          | 11,7          | 4,6           | 18,9          |
| Середня температура, °C | −2,3          | 0,1           | 7,1           | 14,7          | 21            | 25,8          | 27,1          | 25,9          | 21,1          | 14,8          | 6,7           | −0,1          | 13,5          |
| Середній мінімум, °C    | −7,7          | −5,2          | 1,3           | 8,6           | 14,5          | 19,7          | 22,4          | 21,6          | 15,7          | 9,1           | 1,4           | −5            | 8             |
| Норма опадів, мм        | 3.4           | 6.3           | 10.1          | 26.3          | 31.2          | 62.3          | 158.1         | 136.9         | 45.2          | 25.1          | 12            | 4.2           | 521.1         |
| Днів з опадами          | 1,9           | 3,4           | 3,4           | 5,4           | 5,1           | 7,8           | 14            | 11,9          | 7,7           | 6,1           | 4,8           | 2,6           | 74,1          |
| Вологість повітря, %    | 52.4          | 52.8          | 51.5          | 50.6          | 53.2          | 57.1          | 74.9          | 77.6          | 69.4          | 65.7          | 61.9          | 57.5          | 60.4          |
| ----------------------- | ------------- | ------------- | ------------- | ------------- | ------------- | ------------- | ------------- | ------------- | ------------- | ------------- | ------------- | ------------- | ------------- |
| Джерело: Weatherbase    |               |               |               |               |               |               |               |               |               |               |               |               |               |

## Адміністративний поділ
Міський округ поділяється на 2 райони, 1 місто та 8 повітів:
| Карта                                                                       | Карта    | Карта    | Карта            |
| --------------------------------------------------------------------------- | -------- | -------- | ---------------- |
| Аньпін Жаоян Шеньчжоу Уцян ① Таочен Уї Фучен Жаоян Цзін ② ① Цзічжоу ② Гучен |          |          |                  |
| Статус                                                                      | Назва    | Оригінал | Населення (2020) |
| Район                                                                       | Таочен   | 桃城区   | 805 000          |
| Район                                                                       | Цзічжоу  | 冀州区   | 335 000          |
| Місто                                                                       | Шеньчжоу | 深州市   | 482 289          |
| Повіт                                                                       | Аньпін   | 安平县   | 327 496          |
| Повіт                                                                       | Гучен    | 故城县   | 444 493          |
| Повіт                                                                       | Жаоян    | 饶阳县   | 254 613          |
| Повіт                                                                       | Уї       | 武邑县   | 265 962          |
| Повіт                                                                       | Уцян     | 武强县   | 176 672          |
| Повіт                                                                       | Фучен    | 阜城县   | 293 877          |
| Повіт                                                                       | Цзаоцян  | 枣强县   | 365 640          |
| Повіт                                                                       | Цзін     | 景县     | 463 949          |